# 17064 Ashnashah
A 17064 Ashnashah (ideiglenes jelöléssel (17064) 1999 GX16) a Naprendszer kisbolygóövében található aszteroida. A LINEAR projekt keretében fedezték fel 1999. április 15-én.